# P進付値
p-進付値（ぴーしんふち、p-adic valuation）とは、数学において、素数 p に対して有理数体あるいは p-進数体に定義される付値の一種である。p-進付値は p-進距離と呼ばれる距離を定める。
有理数 x に対して、負の指数を許した次のような素因数分解
{\displaystyle x=\mathrm {sgn} (x)\cdot p_{1}^{e_{1}}p_{2}^{e_{2}}\cdots p_{n}^{e_{n}}\quad (e_{i}\in \mathbb {Z} )}
（pi はi番目に小さい素数）を考えたときの ei が x の pi-進付値である。ただし、sgn は符号関数。

## 定義
素数 p をとる。0 でない任意の有理数 x に対し、次を満たすような整数 n, a, b が一意的に存在する。
1. a と b と p はどの二つも互いに素、
2. a > 0、
3. {\displaystyle x={\frac {a}{b}}\cdot p^{n}}。

すなわち、n は x を割り切るような p-冪のうちの最大の冪指数である。このとき、n を x の p-進付値 とよび、n = vp(x) などと表す。また、0 の付値は ∞ であると定める。p-進付値は x = limn→∞ xn (xn ∈ Q) に対し、
{\displaystyle v_{p}(x)=\lim _{n\to \infty }v_{p}(x_{n})}
とおくことにより、有理数体 Q から p-進数体 Qp に延長される。これは次のようにも言い換えられる。つまり、環 R を有理整数環 Z の素数 p における局所化 Z(p)（あるいは p-進整数環 Zp）とすると、R の極大イデアル m は p の生成する単項イデアル (p) = pZ(p)（あるいは pZp）であり、他の任意のイデアルは極大イデアルの冪 mn = (pn) として得られることが確かめられるが、このことを用いて R の元 x, y (y ≠ 0) に対して
{\displaystyle v_{p}(x):=\inf\{n\in \mathbb {N} _{\geq 0}\mid x\in \mathbf {m} ^{n}\},}
{\displaystyle v_{p}(x/y):=v_{p}(x)-v_{p}(y)}
と定めた vp は p-進付値を与えるのである。

## 性質
p-進賦値 vp は加法賦値である。すなわち、
{\displaystyle {\begin{aligned}v_{p}(m\cdot n)&=v_{p}(m)+v_{p}(n),\\v_{p}(m+n)&\geq \min\{v_{p}(m),v_{p}(n)\}\end{aligned}}}
を満たす。
P = {p | p は素数または ∞} とおくと、0 でない任意の有理数 x に対し、
{\displaystyle \prod _{p\in P}|x|_{p}=1}
が成り立つ。ただし、|·|∞ は通常の絶対値のこととする。これを、Q において積公式が成り立つといい表す。

## 非アルキメデス距離
p-進付値 vp が与えられたとき、
{\displaystyle |x|_{p}=p^{-v_{p}(x)}}
と定めて、これを x の p-進絶対値 と呼ぶ。p-進絶対値は乗法賦値であり、任意の二つの有理数（あるいは p-進数） x, y に対し、二変数の関数 dp(x, y) を
{\displaystyle d_{p}(x,y)=|x-y|_{p}}
と定義すると、dp(x, y) は有理数体 Q（あるいは p-進数体 Qp）の上に 距離位相を与える。これを p-進距離とよぶ。p-進距離は超距離（非アルキメデス距離）である。
数列 {pn} は（通常の距離 d∞(x, y) = | x - y | に関しては無限大に発散するが）、p-進距離に関して 0 に収束する。つまり、p-進距離の入った空間では p の高い冪を含むほどに小さいと認識されるのである。また、
{\displaystyle \sum _{n=0}^{\infty }p^{n}={\frac {1}{1-p}}}
が成立する。

## 一般化
代数体には、その整数環の唯一の極大イデアル p により p-進付値が定義される。同様のことは任意の単項イデアル整域とその商体において定義できる。もっと一般に局所環 (R, m) の極大イデアル m とその冪から m-進付値が定義される。